# Nothofagus fusca
Nothofagus fusca (Hook.f.) Oerst. – gatunek rośliny z rodziny bukanowatych (Nothofagaceae). Występuje naturalnie w Nowej Zelandii, na południe od 37. równoleżnika. 

## Morfologia
PokrójCzęściowo zimozielone drzewo dorastające do 25–40 m wysokości. Pień wyposażony jest w korzenie podporowe. Korona drzewa jest wąsko kopulasta. Kora ma szarą barwę, jest gładka, łuszcząca się u dojrzałych osobników.
LiścieBlaszka liściowa jest cienka, matowa i ma kształt od owalnego do trójkątnego. Mierzy 2,5–3,5 cm długości oraz 1,5–2 cm szerokości, jest ostro ząbkowana na brzegu, ma nasadę od klinowej do uciętej i ostry wierzchołek. Liście przebarwiają się na kolor od żółtego o czerwonego w ciągu całego roku. Ogonek liściowy jest nagi i ma 4 mm długości.
OwoceOrzechy osadzone po 3 w kupulach. Kupule powstają ze zrośnięcia czterech liści przykwiatowych.
Gatunki podobneRoślina jest podobna do bukana chilijskiego (N. antarctica), który jednak ma blaszką liściową podwójnie tępo ząbkowaną na brzegu.

## Biologia i ekologia
Rośnie w lasach zrzucających liście. Występuje na wysokości do 1000 m n.p.m.

## Zmienność
W obrębie tego gatunku wyróżniono jedną odmianę:
- Nothofagus fusca var. colensoi (Hook.f.) Cheeseman – dorasta do 30 m wysokości. Liście są owalne, o klinowej nasadzie i ściętym wierzchołku. Ogonek liściowy mierzy 1–2 mm długości. Kwiaty są jednopłciowe. Kwiaty męskie są pojedyncze, mają czerwoną lub pomarańczową barwę i mierzą 5 mm średnicy, natomiast kwiaty żeńskie są zebrane po 3 w kwiatostany. Orzechy mają brązowo czerwonawą barwę. Występuje na wysokości do 900 m n.p.m.[8]

## Zastosowania
Drewno tego gatunku jest wykorzystywane do produkcji podłkadów kolejowych.